# Tasman Rugby Union
Tasman Rugby Union è l'organo di governo del rugby a 15 nelle regioni settentrionali dell'Isola del Sud della Nuova Zelanda. È la provincia rugbistica neozelandese di più recente costituzione essendo stata fondata nel 2006 dalla fusione delle precedenti unions di Marlborough e Nelson, città dove ha sede.

## Storia

Il vecchio logo dei Tasman Makos in uso fino al 2017.

Fondata nel 2006, la Federazione rappresenta le regioni della Nuova Zelanda di Marlborough, Nelson e Tasman. I Tasman Mako, squadra maschile della provincia, partecipano alla prima divisione del campionato nazionale del quale hanno disputato per cinque volte la finale, nel 2014, 2016 e 2017, venendo però sempre sconfitta, nel 2019, quando per la prima volta si sono aggiudicati il trofeo, ripetendosi poi nella stagione 2020.
La provincia afferisce a sua volta alla franchise professionistica di Super Rugby dei Crusaders. Fino al 2017 erano conosciuti come Tasman Makos, poi il nome è stato cambiato per riflettere la corretta dizione in lingua māori del plurale del nome dello smeriglio, lo squalo da cui la squadra prende il nome.
I Mako disputano i loro incontri interni al Lansdowne Park di Blenheim e al Trafalgar Park di Nelson.

## Palmarès
- National Provincial Championship: 2
2019, 2020